# (9068) 1993 OD
A (9068) 1993 OD egy marsközeli kisbolygó. Eleanor F. Helin fedezte fel 1993. július 16-án.